# Седона (Аризона)
Седона (енгл. Sedona) град је у америчкој савезној држави Аризона. По попису становништва из 2010. у њему је живело 10.031 становника.

## Демографија
Према попису становништва из 2010. у граду је живело 10.031 становника, што је 161 (1,6%) становника мање него 2000. године.
| Група             | 2000.         | 2010.         |
| Белци             | 8.967 (88,0%) | 8.181 (81,6%) |
| Афроамериканци    | 50 (0,5%)     | 49 (0,5%)     |
| Азијати           | 96 (0,9%)     | 186 (1,9%)    |
| Хиспаноамериканци | 907 (8,9%)    | 1.438 (14,3%) |
| Укупно            | 10.192        | 10.031        |